# Mary Norton
Mary Norton, eller Kathleen Mary Norton født Pearson (10. december 1903 – 29. august 1992), var en britisk børnebogforfatter, bedst kendt for Lånerne som hun modtog Carnegie Medal in Literature for i 1952. Hun skrev flere bøger om Lånerne, og hun skrev også to bøger som var grundlaget for Disney-filmen Hokus Pokus Kosteskaft (1971).